# Penelope Heyns
Penelope Heyns (Springs, Gauteng, Sud-àfrica, 8 de novembre de 1974) és una nedadora especialista en braça ja retirada. Va ser la gran dominadora a nivell mundial d'aquesta especialitat al llarg de la segona meitat de la dècada dels 90 del segle xx.

## Trajectòria
Als Jocs d'Atlanta 1996 va viure el seu millor moment internacional. El 23 de juliol Heynes va guanyar la medalla d'or als 200 metres braça, el que suposava el primer triomf per a Sud-africà d'ençà que la també nedadora Joan Harrison ho fes el 31 de juliol de 1952 als Jocs de Hèlsinki, abans de començar la sanció internacional per l'apartheid. Tres dies després va repetir èxit als 100 metres braça, convertint-se en la primera nedadora que aconseguia el doblet en ambdues proves en la història del Jocs.
Quatre anys després va aconseguir una medalla de bronze als Jocs de Sydney abans de retirar-se l'any 2001.